# The Gift
The Gift er en sammenslutning af danske komponister, oversættere, musikere og sangere, som i 2004 gik sammen om at skrive sangen ”Det er jul nu”.
Nummeret blev som udgangspunkt indspillet på dansk, spansk (”Ya es Navidad”), tysk (”Wieder Weihnacht”)og engelsk (”Now It’s Christmas”), men blev også udgivet af lokale kunstnere i lande som fx Italien på italiensk.
Den danske version synges af den tidligere Popstars-deltager og medlem af pigegruppen Eye-Q, Julie Næslund.